# Конналли, Томас
Томас Терри «Том» Конналли (англ. Thomas Terry «Tom» Connally; 19 августа 1877, Хьюитт, Техас — 28 октября 1963, Вашингтон) — американский политик, сенатор США от Техаса, член демократической партии.

## Биография
Том Конналли родился на ферме в Хьюитте, штат Техас, в семье Джонса и Мэри Эллен (в девичестве Терри) Конналли. Его отец был ветераном армии КША. Том, единственный выживший сын пары, в 1896 году окончил Бейлорский университет, а в 1898 году — юридический факультет Техасского университета в Остине. В том же году он был принят в коллегию адвокатов.
В 1900 и 1902 годах Конналли избирался в Палату представителей Техаса, однако отказался баллотироваться на третий срок. Он на протяжении нескольких лет занимался юридической практикой в Марлине, где в 1904 году женился на Луизе Кларксон. С 1906 по 1910 год Конналли был обвинителем в округе Фолс.
В 1916 году Конналли был избран в Палату представителей США, где служил до 1929 года. В 1928 году он баллотировался в Сенат США, и на всеобщих выборах победил Ку-клукс-клановца Эрла Мэйфилда. Конналли переизбирался в Сенат в 1934, 1940 и 1946 годах. В 1941—1947 и 1949—1953 годах он был председателем Комитета по международным отношениям и сыграл важную роль в ратификации договора о создании НАТО. Конналли также был членом и вице-председателем делегации США на Сан-Францисской конференции, где был подписан устав ООН.
После отставки Конналли занимался юридической практикой в Вашингтоне.

### Личная жизнь
Первая жена Конналли, Луиза Кларксон, была певицей, окончила консерваторию Цинциннати. Она умерла от сердечного приступа в 1935 году. Их сын, хьюстонский адвокат Бен Кларксон Конналли, стал федеральным судьёй.
Второй женой Конналли в 1942 году стала Люсиль Сандерсон, вдова сенатора Морриса Шеппарда.